# Württembergische VII
Die Dampflokomotiven der Klasse VII der Königlich Württembergischen Staats-Eisenbahnen wurden ab 1856 in Dienst gestellt. Ab 1858 wurden sie als Klasse D  bezeichnet, mit dem Auftauchen der neuen Klasse D als Klasse D (alt).

## Beschreibung
Die Fahrzeuge fielen durch ihren 2.100 mm großen Abstand zwischen den Kuppelachsen auf. Alle Loks verfügten über einen Kessel der Bauart Crampton, einen runden Langkessel (der der Vorgängerklasse VI hatte einen ovalen Querschnitt gehabt) und eine Allan-Trick-Steuerung mit gerader Schwinge. Die ersten Maschinen hatten nur einen Dampfdom, die späteren wiesen zwei auf. Bei Umbauten erhielten alle Fahrzeuge einen neuen Kessel und wurden anschließend in andere Baureihen eingereiht. Die Fahrzeuge besaßen Schlepptender der Bauart 3 T. Die letzten Maschinen wurden zu Beginn der 1920er Jahre ausgemustert.